# Dabqaad

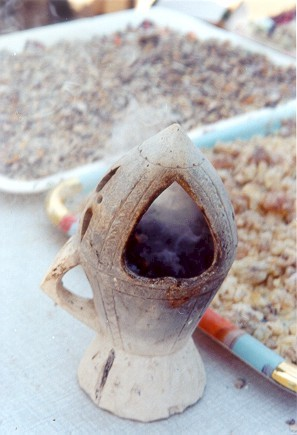
Ein Dabqaad

Das Dabqaad (Somali für „Feuerträger“), auch Girgire genannt, ist ein Tongefäß mit einem oder zwei Henkeln, das in Somalia sowie im Süden Dschibutis verbreitet ist. Es wird benutzt, um das Haus zu beduften, indem man darin auf heißer Kohle Weihrauch (lubaan) oder spezielle „Duftsteine“ (uunsi) verbrennt.
Das Dabqaad findet sich in nahezu jedem somalischen Haushalt und wird meist nach einer großen Mahlzeit angezündet sowie zu besonderen Gelegenheiten, etwa wenn man Besuch erwartet. Das Gefäß wird aus weißem Ton aus Gebieten im Norden und Süden Somalias hergestellt; andernorts, insbesondere im Distrikt El Buur, wird das Gerät aus Meerschaum hergestellt. Auch viele Somalier, die in Europa oder Nordamerika leben, besitzen ein Dabqaad.
In Arabien, Nordafrika und der Türkei verwendet man auf ähnliche Weise das Mabkhara.